# Кхоур-Джилга
Кхоур-Джилга (также Кхоур-Джила; укр. Кхоур-Джілга, крымскотат. Quru Cılğa, Къуру Джылгъа) — река в Кировском районе Крыма, правый приток реки Субаш. Длина реки 23 км, площадь водосборного бассейна 145 км².
Исток находится в селе Кринички из нескольких родников, на высоте 189 м над уровнем моря. У реки 5 притоков, самый крупный, безымянный правый, длиной 6,1 км с площадью водосборного бассейна 11,6 км², имеющий 3 собственных притока, впадает в 18 км от устья. На современных картах приток не обозначен, на трёхверстовой карте 1865—1876 года подписан, как Чюрюк-Су, в верховьях — овраг Куру. Течёт в северо-восточном направлении по сильно расчленённой равнине со слабым уклоном к северу. Кхоур-Джилга впадает в реку Субаш у южной окраины села Синицыно, на высоте 12 м над уровнем моря. Теперь сток низовьев зарегулирован в сбросовый коллектор Северо-Крымского канала (при этом, приток является более многоводным, чем основная река). Водоохранная зона реки установлена в 100 м

### Название
На картах 1817, 1842 года река подписана, как Нахичеван-Чокрак, в «Списке населённых мест Таврической губернии по сведениям 1864 года» река названа ручей Нахичеван-Чокрак, на трёхверстовой карте 1865—1876 года река Нахичеван-Чекрак, в районе устья — овраг Шерчек. В доступных источниках название Кхоур-Джилга впервые встречается на верстовой карте Крыма, которая составлялась с 1890 по 1896 годы, в дальнейшем это наименование некоторое время использовалось на топографических картах советского времени: километровой карте Генштаба Красной армии 1941 года (на подробной карте 1942 года часть русла обозначенак, как «овраг Терчик»). В послевоенный период название реки на топографических картах давалось как Кхоур-Джила. В современных документах территориального планирования на картографических материалах река подписана Кхоур-Джила, при этом в текстовой части генерального плана Абрикосовского сельского поселения даётся также название Кхоур-Джила, а вариант «Кхоур-Джилга» приводится в скобках как вариант названия.